# Список учасників Британської антарктичної експедиції (1910—1913)

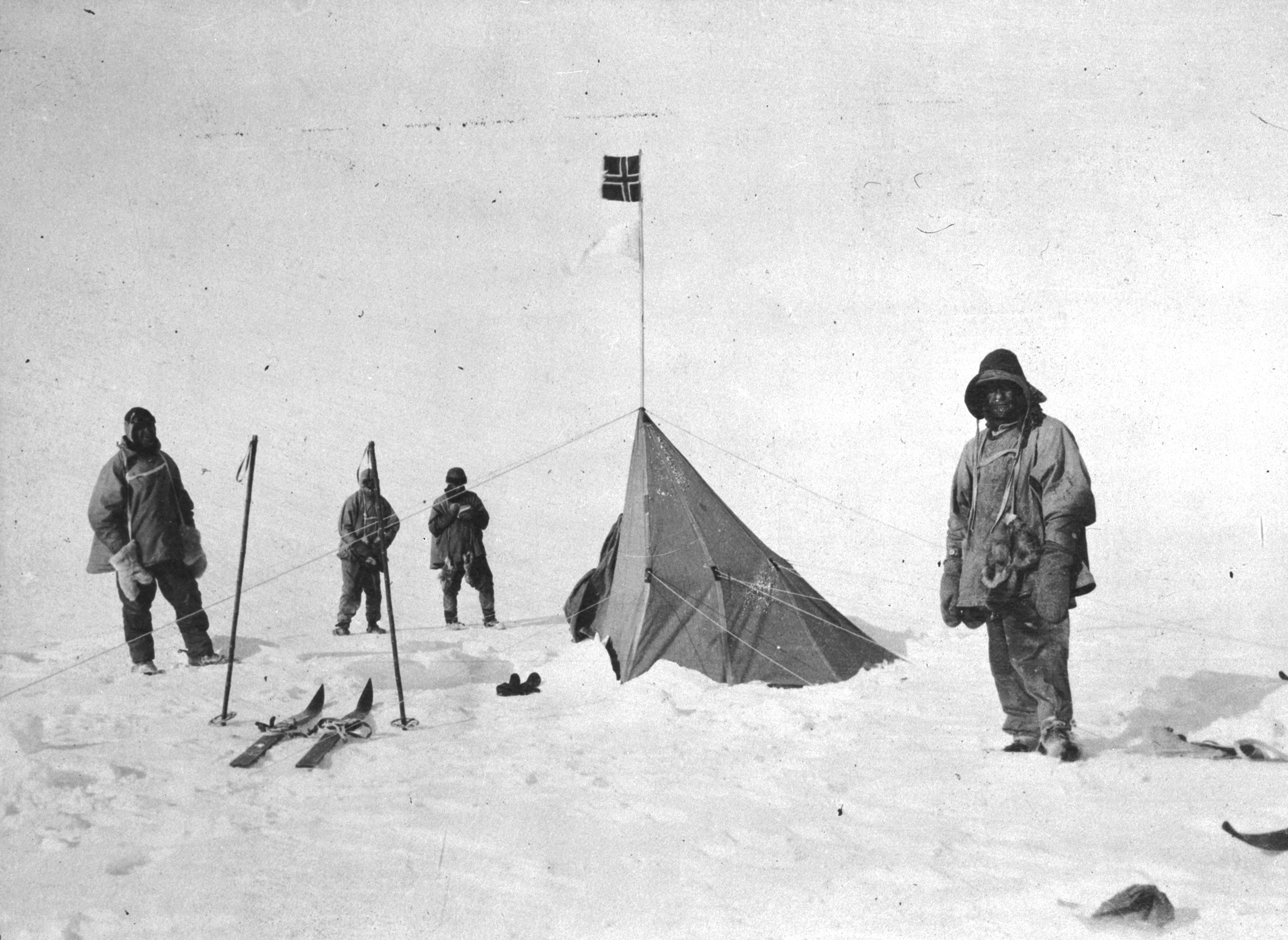
Команда Скотта у таборі Амундсена на Південному полюсі 18 січня 1912 року. Зліва направо: Скотт, Боверс, Вілсон і Еванс.
Фото зроблено Лоуренсом Оутсом

Список учасників Британської антарктичної експедиції 1910—1913 років під керівництвом капітана Роберта Скотта на барку «Терра Нова».
Експедиція складалася із шістдесяти п'яти осіб і включала дві партії — суднову (команда судна «Терра Нова») і берегову. Учасники експедиції були відібрані із 8000 претендентів.

## Берегова партія

### Офіцери
1. Роберт Ф. Скотт — капітан флоту, начальник експедиції. Загинув 29 березня 1912 року на зворотному шляху, після досягнення Південного полюса.
2. Едвард Р. Г. Р. Еванс — лейтенант флоту, командир барку «Терра Нова». У березні 1912 року був евакуйований із Антарктики. В серпні 1912 присвоєно звання капітана 2-го рангу.
3. Віктор Л. А. Кемпбелл — лейтенант рятувальної служби, в.о. командира «Терра Нова», начальник партії на Землі Вікторії.
4. Генрі Р. Боверс — лейтенант Корпусу морської піхоти Королівського ВМФ Індії. Загинув у кінці березня 1912 року, після досягнення Південного полюса.
5. Лоуренс Е. Г. Оутс — капітан 6-го Інніскіллінгського драгунського полку. Загинув 16 березня[3] 1912 року, після досягнення Південного полюса.
6. Г. Мюррей Левік — військовий лікар, хірург.
7. Едвард Л. Аткінсон — хірург, паразитолог. Начальник зимової партії в сезон 1912—1913 років.

### Науковий персонал
1. Едвард Адріан Вілсон — зоолог, бакалавр медицини (Cantab), художник. Загинув у кінці березня 1912 року, після досягнення Південного полюса.
2. Джордж К. Сімпсон — метеоролог, (D.Sc). У березні 1912 року залишив Антарктику.
3. Т. Гріффіт Тейлор (Австралія) — геолог, бакалавр. Після закінчення контракту, у березні 1912 року залишив Антарктику.
4. Едвард В. Нельсон — біолог.
5. Френк Дебенгем (Австралія) — геолог, бакалавр
6. Чарльз С. Райт (Канада) — фізик.
7. Реймонд Е. Прістлі — геолог
8. Герберт Г. Понтінг — фотограф, кінооператор. У березні 1912 року залишив Антарктику.
9. Сесіл Г. Мерз — спеціаліст по конях і їздовим собакам. У березні 1912 року залишив Антарктику.
10. Бернард Ц. Дей — інженер-механік. У березні 1912 року залишив Антарктику.
11. Епслі Черрі-Гаррард — асистент зоолога. Наймолодший член експедиції (24 роки в 1910 році).
12. Йєнс Трюгве Гран (Норвегія) — молодший лейтенант ВМФ Норвегії, фахівець по собачих упряжках і лижний інструктор.

### Технічний персонал
1. Вільям Лешлі — старшина кочегарів, механік.
2. В. В. Арчер — старший стюард.
3. Томас Кліссолд — кухар. У березні 1912 року залишив Антарктику.
4. Едгар Еванс — квартирмейстер. Загинув 17 лютого 1912 року, після досягнення Південного полюса.
5. Роберт Форд — квартирмейстер. У березні 1912 року залишив Антарктику.
6. Томас Крін — квартирмейстер.
7. Томас С. Вільямсон — квартирмейстер.
8. Патрік Кеохейн — квартирмейстер.
9. Джордж П. Ебботт — квартирмейстер.
10. Френк В. Браунінг — квартирмейстер другого класу.
11. Гаррі Дікасон — матрос.
12. Фредерік Й. Гупер — стюард.
13. Антон Лукич Омельченко (Полтавська губернія) — погонич коней (конюх).
14. Дмитро Семенович Гірєв (Російська імперія, РРФСР) — погонич собак (каюр).

## Суднова партія

### Офіцери
1. Гаррі Л. Л. Пеннел — лейтенант ВМФ, штурман «Терра Нова».
2. Генрі Є. П. Реннік — лейтенант ВМФ, головний гідролог і океанолог.
3. Вільфрід М. Брюс — лейтенант ВМФ.
4. Френсіс Р. Дрейк — скарбник, в.о. суднового метеоролога.
5. Денніс Г. Ліллі — судновий біолог
6. Джеймс Деністоун — завідувач кіньми

### Рядовий склад
1. Альфред Чітем — боцман.
2. Вільям Уїльмс — старший механік.
3. Вільям Хортон — механік.
4. Френсіс Девіс — штурман.
5. Фредерік Парсонс — квартирмейстер.
6. Вільям Хілд — квартирмейстер.
7. Артур Бейлі — квартирмейстер другого класу.
8. Альберт Балсон — старший матрос.
9. Джозеф Ліз — матрос.
10. Джон Метер — квартирмейстер.
11. Роберт Оліфант — матрос.
12. Томас МакЛеод — матрос.
13. Мортімер МакКарті — матрос.
14. Вільям Ноулс — матрос.
15. Чарльз Вільямс — матрос.
16. Джеймс Скелтон — матрос.
17. Вільям МакДональд — матрос.
18. Джеймс Петон — матрос.
19. Роберт Бриссенден — старший матрос. Потонув у Новій Зеландії після повернення.
20. Едвард МакКензі — кочегар.
21. Вільям Бартон — кочегар.
22. Бернард Стоун — кочегар.
23. Ангус МакДональд — вугляр.
24. Томас МакГіллон — вугляр.
25. Чарльз Ламінас — вугляр.
26. У. Хілд — стюард.